# 花狭口蛙

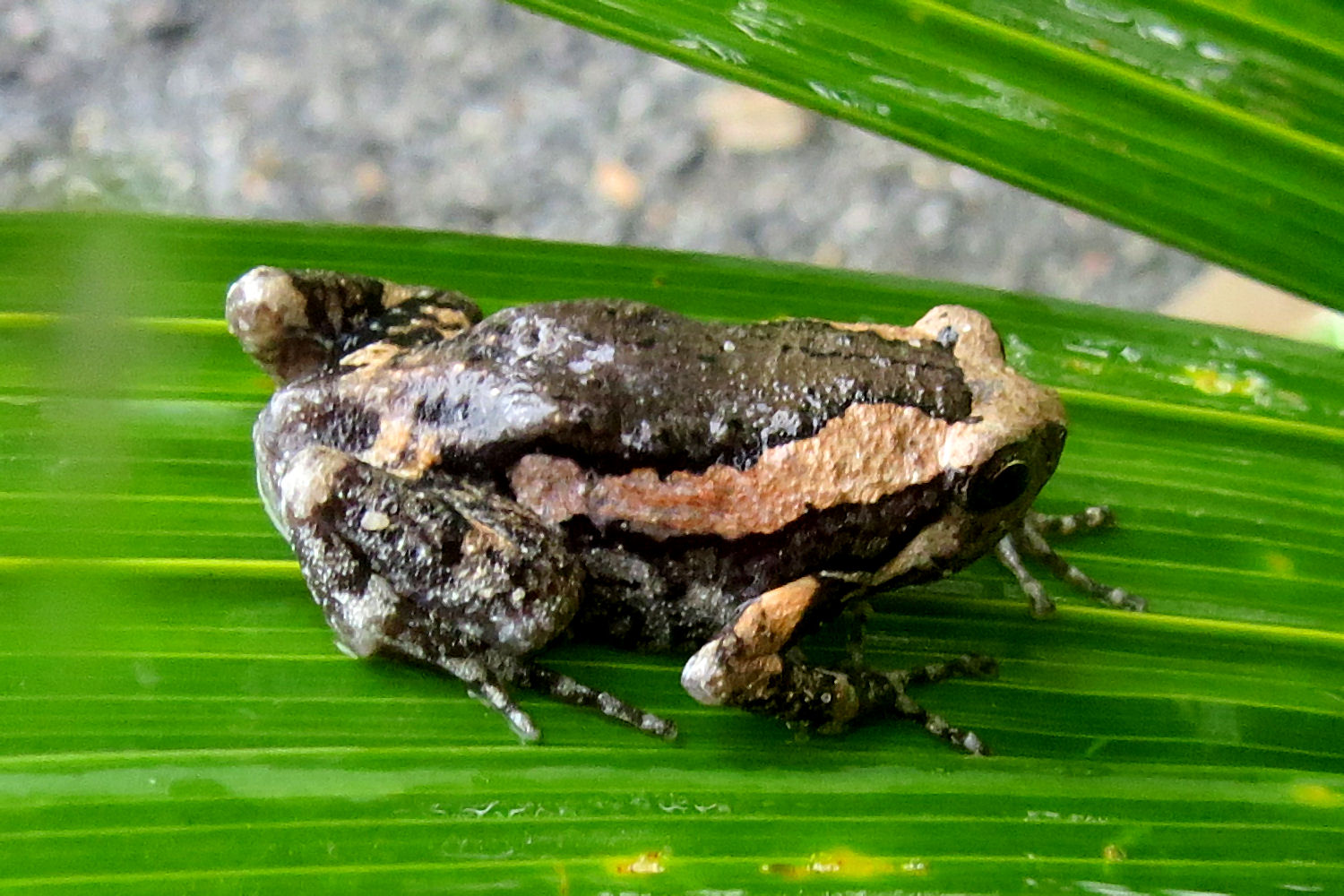
幼蛙

花狭口蛙（学名：Kaloula pulchra）又名亞洲錦蛙，为姬蛙科狭口蛙属的两栖动物。分布範圍從緬甸，泰國，老撾，柬埔寨和越南，南部向马来半岛，印尼的蘇門答臘、婆羅洲（坤甸）， 蘇拉威西島（錫江、帕盧 和弗洛勒斯島）和刁曼島、布吉島、蘭卡威 和新加坡。 印度東北部（西孟加拉邦西部和阿薩姆）和孟加拉國。 在中国大陆，分布于福建、广东、广西、海南、云南等地。该物种的模式产地在中国。本種亦被引進至台灣。背部有黄色纹路，体长7-8厘米，寿命可达10年。

## 亚种
- 花狭口蛙指名亚种（学名：Kaloula pulchra pulchra），Gray于1831年命名。在中国大陆，分布于福建、广东、广西、云南等地，多生活于树洞。该物种的模式产地在中国。[3]
- 花狭口蛙海南亚种（学名：Kaloula pulchra hainana），Gressitt于1938年命名。在中国大陆，分布于广东、海南等地。该物种的模式产地在海南。[4]